# Короткохвостые дятлы
Короткохвостые дятлы (лат. Hemicircus) —  род птиц семейства дятловых. В состав рода включают два вида, один из которых встречается в основном в регионе Сундаланд в Юго-Восточной Азии, а другой — от Индии до Индокитая. Таксономическое положение Hemicircus в семействе Picidae не определено, но такие особенности, как очень короткий, закругленный хвост с относительно мягкими перьями, предполагают промежуточное положение данного рода между дятелковыми (Picumninae) и настоящими дятлами (Picinae). Оба вида добывают пищу путем собирания, а не долбления. Выделения на спине, точное назначение которых неясно, могут обесцветить белое надхвостье у этих видов. Малайзийские короткохвостые дятлы гнездятся сообща, специально выкапывая несколько неглубоких полостей в мертвых деревьях.

## Описание
Дятлы небольшого размера с длиной тела 13—16 см. Характеризуются маленькой головой, длинной шеей и коротким хвостом. Клюв относительно длинный, прямой, с кончиком в виде зубила. Четвёртый палец длиннее первых трёх. Длина первого пальца составляет половину от длины четвёртого пальца. Основная окраска — чёрно-белая. Половой диморфизм выражен в окраске оперения головы.

## Виды
В состав рода включают два вида:
| Изображение | Русское название                  | Научное название     | Распространение                                            |
| ----------- | --------------------------------- | -------------------- | ---------------------------------------------------------- |
|             | Светлогорлый короткохвостый дятел | Hemicircus canente   | Индия, Бангладеш, Камбоджа, Лаос, Мьянма, Таиланд, Вьетнам |
|             | Малайзийский короткохвостый дятел | Hemicircus concretus | Малайский полуостров, Суматра, Калимантан и Ява            |